# Machine infernale

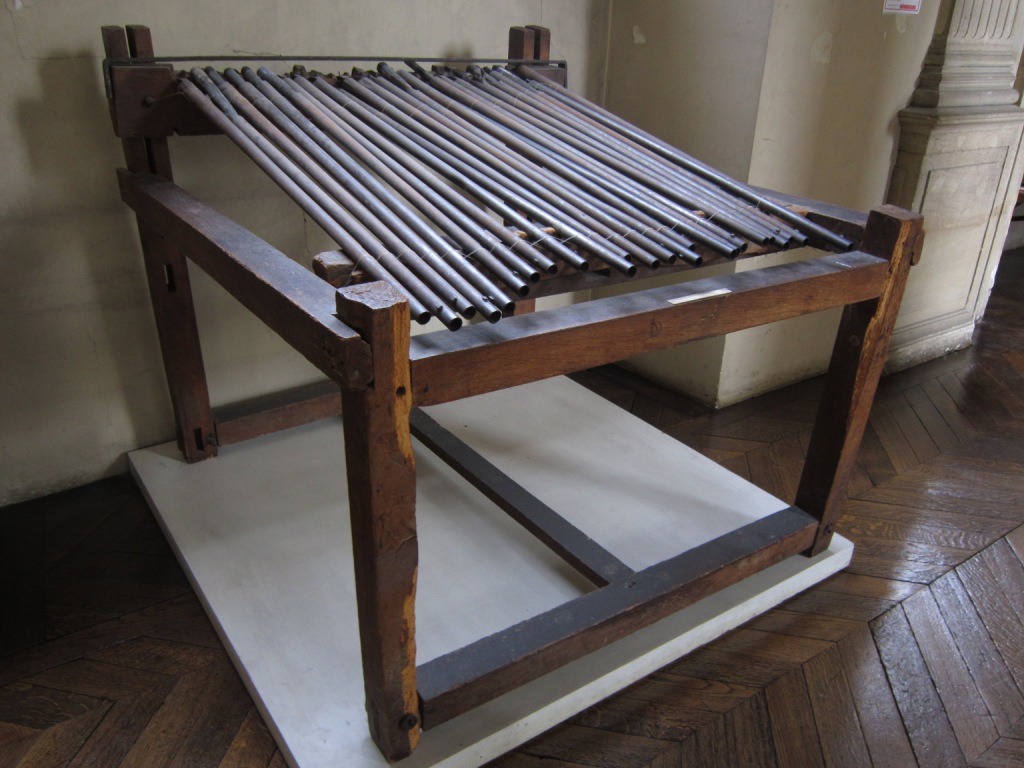
Machine infernale de Fieschi, conservée aux Archives nationales.

L'expression machine infernale désigne une arme à feu unique construite en France par Giuseppe Fieschi et le droguiste Pépin en 1835, à l'occasion d'un attentat contre le roi Louis-Philippe.
Elle renvoie également, une trentaine d'années auparavant, à un autre attentat, contre Napoléon Ier celui-là, l'attentat de la rue Saint-Nicaise, dit « complot de la machine infernale » (24 décembre 1800).

## Description

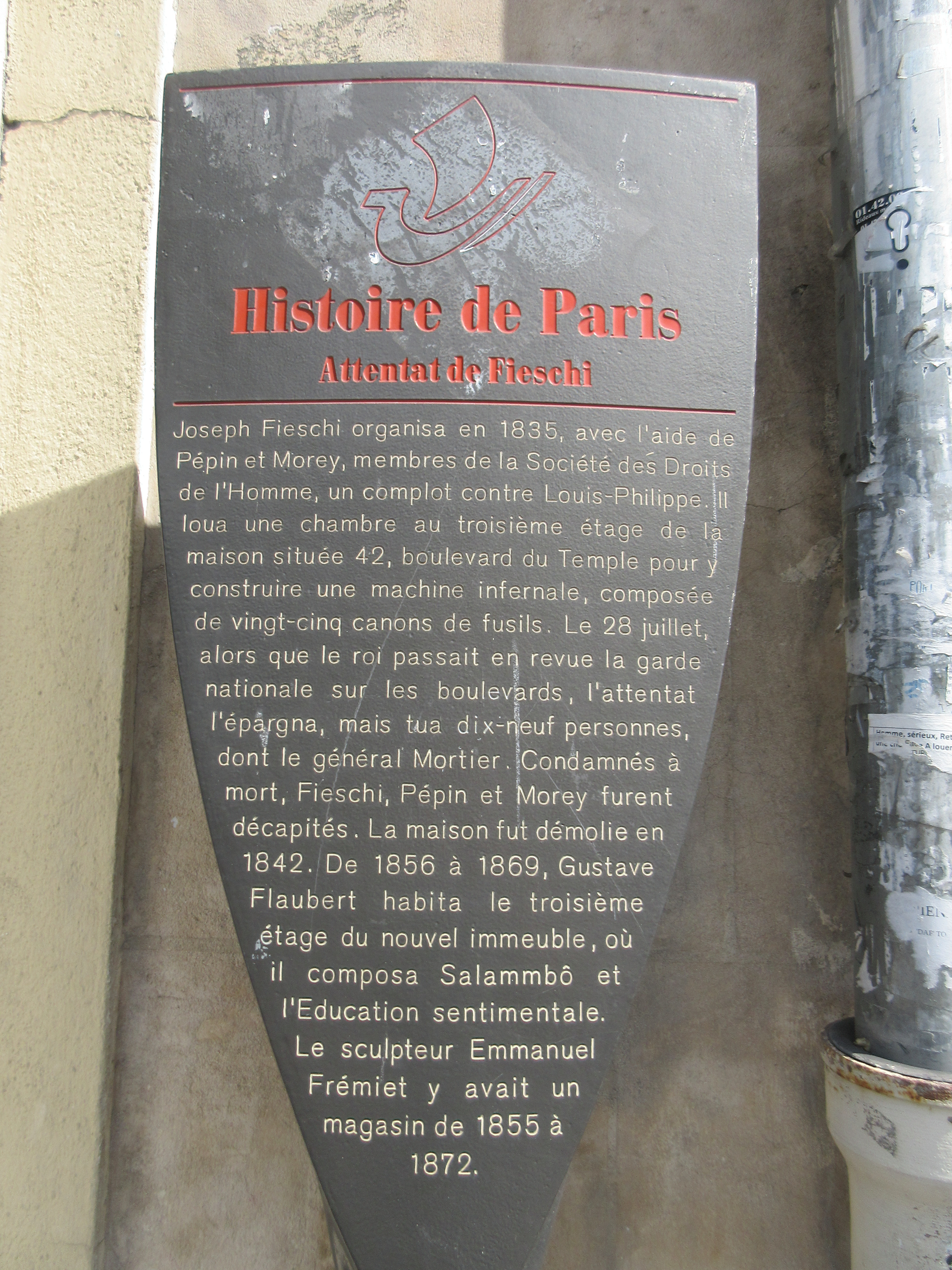
Panneau Histoire de Paris
« Attentat de Fieschi ».

Giuseppe Fieschi loua une chambre située au 3e étage de la maison située au 42 (anciennement 50), boulevard du Temple pour y construire une machine infernale faite de vingt-cinq canons de fusils juxtaposés et reliés entre eux sur un châssis incliné. L'arme pouvait être mise à feu par un seul individu, tirant simultanément vingt-cinq projectiles de mitraille.
On peut actuellement[Quand ?] voir l'original aux Archives nationales à Paris, ainsi qu'une copie au musée de la préfecture de police.

## Utilisation

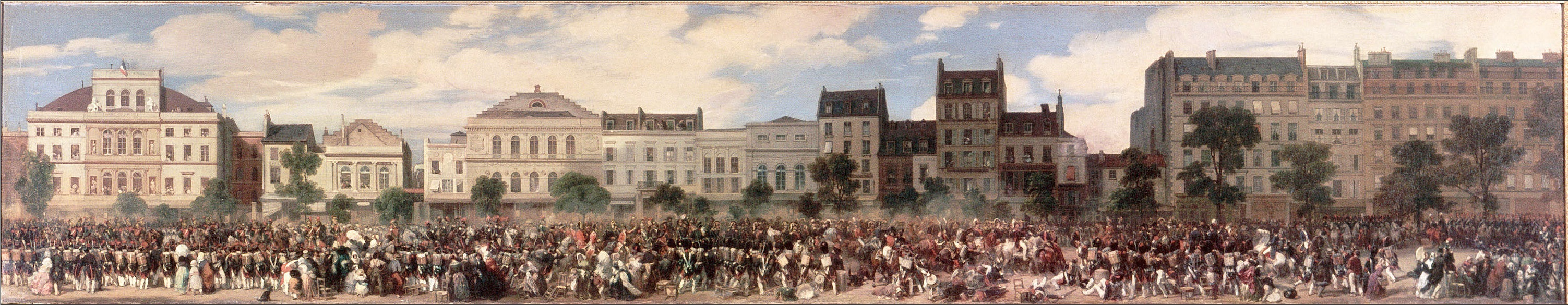
Attentat de Fieschi, le 28 juillet 1835. Par Eugène Lami, 1845. Château de Versailles.

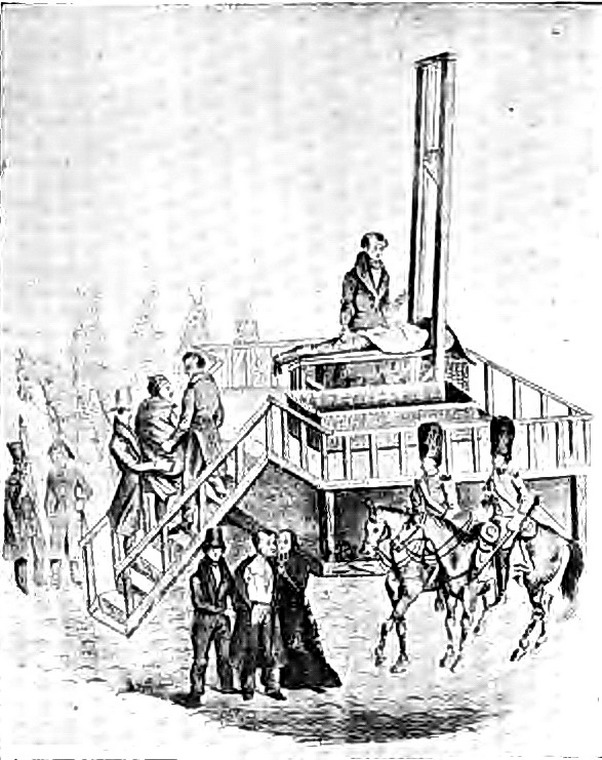
Exécution de Fieschi, Pépin et Morey.

Placée sur l'appui de la fenêtre d'un immeuble au 42 boulevard du Temple, la machine infernale est utilisée par le républicain corse Giuseppe Fieschi à l'occasion d'un attentat contre le roi Louis-Philippe le 28 juillet 1835. 
À l'occasion du cinquième anniversaire de la révolution de Juillet, Louis-Philippe doit passer en revue la garde nationale sur les grands boulevards. Malgré les rumeurs d'attentat, il refuse d'annuler la revue. Il se rend, donc, à la Bastille dans un cortège parti des Tuileries qui impressionne les foules sur son passage. Le maréchal Mortier chevauche en tête, suivi du roi également à cheval et de la reine en carrosse avec ses trois aînés (d'Orléans, Nemours, Joinville). Ils sont accompagnés de plusieurs ministres, parmi lesquels le duc de Broglie et Thiers, ainsi que de nombreux maréchaux et officiers.
Au 42, boulevard du Temple, au troisième étage, la jalousie d'une fenêtre se soulève et le Corse Fieschi, qui loue cette chambre depuis plusieurs mois, approche une allumette phosphorique de la traînée de poudre qui court à la hauteur des lumières des canons, faisant feu. La « machine infernale » explose vers midi, à hauteur d'un café nommé le Jardin Turc. Le roi s'étant penché pour recevoir une pétition des mains d'un garde national n'a qu'une éraflure au front alors que son cheval, touché, s'est cabré. Ses fils sont indemnes. Treize personnes sont tuées sur le coup. Parmi les dizaines de blessés, six meurent dans les jours suivants. Le bilan est de 19 morts (dont le maréchal Mortier, le général Edmé La Chasse de Vérigny, le colonel Jean-Noël Raffé, le lieutenant-colonel Joseph Rieussec, le capitaine-comte Marc Eugène Vilatte et cinq gardes nationaux) et 42 blessés dont cinq généraux. Alors qu'on se précipite sur les victimes, une seconde explosion retentit. Des gardes nationaux se précipitent au troisième étage de l'immeuble, de la fenêtre duquel s’échappe une épaisse fumée, brisent la porte barricadée et trouvent la machine. Ils arrêtent Fieschi, la gueule fracassée, le front ouvert, le flanc sanguinolent, blessé par sa propre arme.
La plupart des victimes sont transportées jusqu'au café du Jardin turc, pour y recevoir les premiers soins. Le roi et le cortège reprennent leur marche pour s'éloigner au plus vite du lieu de l'attentat. Fieschi est pansé et descendu au deuxième étage où le procureur du roi, assisté de deux commissaires, entame son enquête. Il s'avère que lors de la première salve, cinq des vingt-cinq canons de fusil ont explosé, le blessant grièvement (trop chargés, probablement par son complice Pierre Morey, dont on a dit que ce sabotage visait à éliminer le Corse, témoin gênant, et aussi à faire accuser les légitimistes, Morey ayant épinglé dans la chambre de Fieschi une image du « comte de Chambord »). Les deux principaux complices de Fieschi sont arrêtés quelques jours plus tard : Pierre Morey, l'initiateur du complot, et Théodore Pépin, épicier-droguiste, l'artificier et le financier de l'attentat. Le procès s'ouvre le 30 janvier 1836. Fieschi apparaît comme un pur caractériel, sans motivations politiques ou idéologiques mais, contrairement à ses complices, reconnaît sa culpabilité et réclame la mort. Jugés et condamnés à mort, ils sont guillotinés à l'aube, le 19 février 1836, barrière Saint-Jacques. Quatre victimes sont enterrées dans le monument dit Aux victimes de juin au cimetière du Père-Lachaise.
Le roi exploite cet attentat pour faire passer à la Chambre une série de lois répressives connues sous le nom de lois de septembre 1835, appelées aussi « les lois infernales ».

## Postérité
Bien que ce type d'arme existe depuis le XVe siècle, une tradition affirme que la machine infernale aurait inspiré les ingénieurs soviétiques créateurs de la Katioucha, un lance-roquettes en rafale de la Seconde Guerre mondiale. L'inventeur de la machine, le général Kostikov (ru), fit d'ailleurs célébrer un office religieux en l'honneur de Giuseppe Fieschi à l'église de l'Arbat à Moscou.